# Dopolavoro Aziendale Ampelea 1943-1944
Questa voce raccoglie le informazioni riguardanti il Dopolavoro Aziendale Ampelea nelle competizioni ufficiali della stagione 1943-1944.

## Stagione
Nel 1944 l'Ampelea fu l'unica squadra istriana a prendere parte al Campionato Alta Italia e, rinforzata da calciatori giuliani tornati nelle zone d'origine o da calciatori di altre parti d'Italia di stanza in Istria, vinse a sorpresa il girone eliminatorio della Venezia Giulia, superando la più blasonata Triestina. Il successo le fece ottenere il titolo di Campione della Venezia-Giulia 1944. In un girone semifinale giocato in un clima arroventato, l'Ampelea si arrese però al Venezia che si impose con cinismo in entrambi gli scontri diretti.

## Rosa
| N. |                   | Ruolo | Calciatore        |
| -- | ----------------- | ----- | ----------------- |
|    | Italia (bandiera) | P     | Roberto Parola    |
|    | Italia (bandiera) | D     | Carlo Pischianz   |
|    | Italia (bandiera) | D     | Alfieri Sacchetti |
|    | Italia (bandiera) | C     | Sergio Bassi      |
|    | Italia (bandiera) | C     | Pietro Corbatto   |
|    | Italia (bandiera) | C     | Giuseppe Grezar   |
|    | Italia (bandiera) | C     | Enrico Schinardi  |
|    | Italia (bandiera) | C     | Nicola Stante     |

| N. |                   | Ruolo | Calciatore      |
| -- | ----------------- | ----- | --------------- |
|    | Italia (bandiera) | C     | Aldo Stradot    |
|    | Italia (bandiera) | A     | Livio Benvenuti |
|    | Italia (bandiera) | A     | Alberto Eliani  |
|    | Italia (bandiera) | A     | Antonio Gordini |
|    | Italia (bandiera) | A     | Bruno Ispiro    |
|    | Italia (bandiera) | A     | Mario Parovel   |
|    | Italia (bandiera) | A     | Mario Stua      |
|    | Italia (bandiera) | A     | Claudio Zaro    |

## Risultati

### Divisione Nazionale

#### Girone giuliano

##### Girone di andata
| Arbitro: | Piemonte (Monfalcone) |

|                                           |           |  |
| Rancilio 28’ Mlacher 33’ Parola ?’ (aut.) | Marcatori |  |

| Arbitro: | Pieri |

|                         |           |        |
| Ispiro ?’, ?’ Stua Zaro | Marcatori | Gimona |

| Arbitro: | Martorana |

|                    |           |  |
| Stua Ispiro ?’, ?’ | Marcatori |  |

| Arbitro: | Furlan (Monfalcone) |

|           |           |          |
| D'Odorico | Marcatori | Stradiot |

| Arbitro: | Rosmani (Monfalcone) |

|                                           |           |                  |
| Rasem ?’ (aut.) Stua ?’, ?’ Ispiro Eliani | Marcatori | Covacich Merlach |

| Isola d'Istria 20 febbraio 1944 6ª giornata | Ampelea | 4 – 1 referto | Cormonese |  |

| Isola d'Istria 27 febbraio 1944 7ª giornata | Ampelea | 1 – 1 referto | San Giusto |  |

##### Girone di ritorno
| Isola d'Istria 26 marzo 1944 8ª giornata | Ampelea | 2 – 0 referto | Triestina |  |

| Gorizia 12 marzo 1944 9ª giornata | Pro Gorizia | 3 – 1 referto | Ampelea |  |

| Monfalcone 19 marzo 1944 10ª giornata | CRDA Monfalcone | 1 – 2 referto | Ampelea |  |

| Isola d'Istria 2 aprile 1944 11ª giornata | Ampelea | 6 – 2 referto | Udinese |  |

| Trieste 9 aprile 1944 12ª giornata | Ponziana | 0 – 1 referto | Ampelea |  |

| Cormons 16 aprile 1944 13ª giornata | Cormonese | 2 – 4 referto | Ampelea |  |

| Trieste 23 aprile 1944 14ª giornata | San Giusto | 0 – 1 referto | Ampelea |  |

#### Semifinali interzona

##### Girone di andata
| Isola d'Istria 21 maggio 1944 1ª giornata | Ampelea | – N.D. | Verona |  |

| Isola d'Istria 28 maggio 1944 2ª giornata | Ampelea | 0 – 1 referto | Venezia |  |

| Trieste 4 giugno 1944 3ª giornata | Triestina | 1 – 2 referto | Ampelea |  |

##### Girone di ritorno
| Verona 11 giugno 1944 4ª giornata | Verona | – N.D. | Ampelea |  |

| Venezia 18 giugno 1944 5ª giornata | Venezia | 2 – 0 A tav. referto | Ampelea |  |

| Isola d'Istria 25 giugno 1944 6ª giornata | Ampelea | 2 – 0 A tav. referto | Triestina |  |